# ألان موريسون (عسكري)
ألان موريسون (بالإنجليزية: Alan Morrison)‏ هو عسكري أسترالي، ولد في 15 أغسطس 1927 في سيدني في أستراليا، وتوفي في 9 مايو 2008 في كانبرا في أستراليا.